# Chondrodermatitis nodularis helicis
Chondrodermatitis nodularis helicis is een veelvoorkomende, pijnlijke ontsteking van het kraakbeen van de oorschelp. De term beschrijft de aandoening chondros= kraakbeen, dermatitis= huidontsteking, nodularis =met knobbeltjes, helix= medische term voor de buitenste rand van de oorschelp, waar de afwijking meestal is gelokaliseerd. Er zijn pijnlijke knobbeltjes zichtbaar, soms zweertjes.
Karakteristiek slaapt iemand bij voorkeur op 1 zijde, en ontstaat de aandoening aan die kant; door de pijn die ontstaat wordt het slapen gestoord. Volgens de theorie ontstaat de ontsteking (zonder microorganismen) doordat het oor tijdens het slapen in de knel zit.
De aandoening kan lijken op keratosis actinica of basaalcelcarcinoom, zodat vaak een stansbiopsie nodig is.
Behandeling kan moeizaam zijn. Dermatocorticosteroïden kunnen geprobeerd worden, hetzij als zalf, hetzij ingespoten. De knobbeltjes worden soms weggesneden, maar de klachten komen weleens eens terug. Ook kan geprobeerd worden het oor tijdens de slaap te ontlasten. Dit kan door een andere slaaphouding, of door een gat in het hoofdkussen te maken, of door een wattenrol om het oor vast te zetten op het hoofd